# Ноєндорф (Золотурн)
Ноєндорф (нім. Neuendorf SO) — громада  в Швейцарії в кантоні Золотурн, округ Гой.

## Географія
Громада розташована на відстані близько 50 км на північний схід від Берна, 23 км на північний схід від Золотурна.
Ноєндорф має площу 7,1 км², з яких на 17,6% дозволяється будівництво (житлове та будівництво доріг), 48,6% використовуються в сільськогосподарських цілях, 33,6% зайнято лісами, 0,1% не є продуктивними (річки, льодовики або гори).

## Демографія
2019 року в громаді мешкало 2246 осіб (+18,4% порівняно з 2010 роком), іноземців було 13,8%. Густота населення становила 315 осіб/км².
За віковим діапазоном населення розподілялося таким чином: 21,2% — особи молодші 20 років, 64,3% — особи у віці 20—64 років, 14,5% — особи у віці 65 років та старші. Було 956 помешкань (у середньому 2,3 особи в помешканні).
Із загальної кількості 2112 працюючих 56 було зайнятих в первинному секторі, 72 — в обробній промисловості, 1984 — в галузі послуг.